# Andrejs Rubins
Andrejs Rubins (Riga, 26 novembre 1978 – 3 agosto 2022) è stato un calciatore e allenatore di calcio lettone, di ruolo centrocampista.

## Biografia
Nel 2022 scrisse la sua autobiografia intitolata Es sēdēju tikai vienreiz (in lettone "Mi sono seduto solo una volta").

## Caratteristiche tecniche
Giocava a centrocampo agendo da ala sinistra.

## Carriera

### Calciatore

#### Club
Cresciuto nelle giovanili dell'Auda Ķekava, con tale club debuttò in prima squadra nella 2. Līga (terza serie del campionato lettone). Nel 1997 si trasferì in Svezia con l'Öster, club della massima divisione svedese. In un anno totalizzò undici presenze in campionato, con la squadra che riuscì a raggiungere la salvezza solo dopo lo spareggio con il Djurgården. Rubins ebbe anche modo di esordire nelle coppe europee, giocando l'Intertoto: curiosamente ciò avvenne il 13 luglio 1997 proprio contro una squadra lettone, l'Universitāte Rīga, in quella che fu l'unica vittoria dell'Östers; una settimana più tardi siglò anche il suo primo gol europeo, nella sconfitta contro l'İstanbulspor. Attirò così le attenzioni dello Skonto, all'epoca la più sforte squadra lettone, che nel 1998 lo richiamò in patria.
In appena due stagioni e mezzo Rubins vinse con lo Skonto quasi tutto ciò che c'era da vincere in Lettonia: due campionati (un terzo sarebbe stato vinto con lui che si era già trasferito) e due coppe. Ebbe anche modo di debuttare in UEFA Champions League 1998-1999, o meglio nei preliminari, giocando gli ultimi cinque minuti della gara di ritorno contro l'Inter, entrando al posto di Marians Pahars. Nell'estate del 2000, a stagione lettone già iniziata, si trasferì al Crystal Palace all'epoca militante in seconda serie, disputando in due stagioni e mezza 31 gare senza realizzare reti in campionato. Segnò, però, due reti nella Football League Cup 2000-2001, entrambe rimaste memorabili: la prima contro il Leicester City al terzo turno, la seconda nella semifinale di andata contro il Liverpool. Le presenze nei londinesi andarono diradandosi nelle stagioni 2001/2002 e 2002/2003, tanto che nel gennaio del 2003 si trasferì in Russia, con il Šinnik. Il 12 aprile 2003 riuscì così a debuttare nella massima serie russa entrando nella ripresa al posto di Victor Berco nel corso della gara contro il Saturn-REN TV, valida per la quarta giornata di campionato; l'11 maggio successivo mise a segno la sua prima rete nel campionato russo, quella del temporaneo 0-1 contro lo Spartak Mosca (la gara terminò con una sconfitta per 3-1). A fine stagione totalizzò 24 presenze e due reti all'attivo, bottino replicato in maniera pressocché identica nella stagione successiva.
Nel 2005 si trasferì allo Spartak Mosca, ma trovò poco spazio: il suo debutto avvenne solo alla decima giornata, quando entrò nei minuti di recupero della gara contro il Kryl'ja Sovetov Samara al posto di Egor Titov; concluse la stagione con appena cinque presenze, tutte partendo dalla panchina. Tornò quindi allo Šinnik, stavolta in prestito; qui, dopo un inizio promettente (otto gare da titolare su dieci), finì lentamente fuori squadra, collezionando a fine stagione appena tredici presenze, senza reti all'attivo.
Tornato allo Spartak dal prestito, finì relegato alla formazione riserve, e, in estate, tornò in patria, nuovamente in prestito, stavolta al Metalurgs Liepāja; con il Metalurgs in due mezze stagioni collezionò diciotto presenze con una rete all'attivo, quella che decise la gara contro l'Olimps Rīga il 26 agosto 2007.
Tornato dal prestito nell'estate del 2008 si trasferì a titolo definitivo agli azeri dell'İnter Baku con cui, alla seconda stagione, vinse il campionato 2009-2010. Chiuse la sua carriera sempre in Azerbaigian giocando nella stagione 2010-2011 per il Qarabağ e nella stagione 2011-2012 per il Simurq.

#### Nazionale
Con la nazionale lettone, tra il 1998 e il 2011, ha disputato 117 incontri mettendo a segno 9 reti, il che fece di lui al momento del ritiro il secondo calciatore lettone per presenze in nazionale, alle spalle del solo Vitālijs Astafjevs. Memorabile è stata la sequenza di 59 incontri consecutive in nazionale, senza mai saltare una partita.
Prese parte alla prima storica spedizione lettone al Campionato europeo di calcio 2004, nel quale disputò da titolare e per intero le tre gare giocate dalla propria nazionale.
Il suo esordio avvenne il 10 novembre 1998, quando, nel corso dell'amichevole contro la Tunisia, entrò ad inizio ripresa al posto di Aleksejs Šarando. Pochi mesi più tardi fece il suo debutto da titolare in una gara valida per le Qualificazioni al campionato europeo di calcio 2000 contro l'Albania. Il 5 luglio 2001 mise a segno la sua prima rete in nazionale, nella gara di Coppa del Baltico 2001 contro la Lituania. Il 14 ottobre 2009 mise a segno contro la Moldavia la sua prima e unica doppietta in nazionale.

### Allenatore
Nel 2019 è stato per sei partite tecnico dell'Auda Ķekava, club con cui aveva cominciato la sua carriera da calciatore e che all'epoca militava in seconda serie.
Da agosto 2020 e fino alla sua prematura scomparsa ha rivestito il doppio ruolo di allenatore delle giovanili e vice allenatore della squadra cipriota dell'ENAD Polis Chrysochous.

## Statistiche

### Presenze e reti nei club
| Stagione                 | Squadra                  | Campionato               | Campionato | Campionato | Coppe nazionali | Coppe nazionali | Coppe nazionali | Coppe continentali | Coppe continentali | Coppe continentali | Totale | Totale |
| Stagione                 | Squadra                  | Comp                     | Pres       | Reti       | Comp            | Pres            | Reti            | Comp               | Pres               | Reti               | Pres   | Reti   |
| ------------------------ | ------------------------ | ------------------------ | ---------- | ---------- | --------------- | --------------- | --------------- | ------------------ | ------------------ | ------------------ | ------ | ------ |
| 1996                     | Auda Ķekava              | 2L                       | ?          | ?          | -               | -               | -               | -                  | -                  | -                  | ?      | ?      |
| 1997                     | Öster                    | A                        | 11         | 0          | CS              | ?               | ?               | CI                 | 2                  | 1                  | 13+    | 0+     |
| 1998                     | Skonto                   | V                        | 19         | 1          | CL              | 2               | 0               | UCL+CU             | 1+2                | 0+0                | 24     | 0      |
| 1999                     | Skonto                   | V                        | 25         | 6          | CL              | 5               | 2               | UCL+CU             | 6+2                | 1+0                | 37     | 9      |
| gen.-lug. 2000           | Skonto                   | V                        | 23         | 7          | CL              | 4               | 5               | UCL                | 2                  | 0                  | 29     | 12     |
| Totale Skonto            | Totale Skonto            | Totale Skonto            | 67         | 14         |                 | 11              | 7               |                    | 13                 | 1                  | 91     | 22     |
| 2000-2001                | Crystal Palace           | FD                       | 22         | 0          | CI+CdL          | 0+3             | 0+2             | -                  | -                  | -                  | 25     | 2      |
| 2001-2002                | Crystal Palace           | FD                       | 7          | 0          | CI+CdL          | 0+0             | 0+0             | -                  | -                  | -                  | 7      | 0      |
| 2002-gen. 2003           | Crystal Palace           | FD                       | 2          | 0          | CI+CdL          | 0+0             | 0+0             | -                  | -                  | -                  | 2      | 0      |
| Totale Crystal Palace    | Totale Crystal Palace    | Totale Crystal Palace    | 31         | 0          |                 | 3               | 2               |                    | 0                  | 0                  | 34     | 2      |
| 2003                     | Šinnik                   | PL                       | 24         | 2          | CR              | 5               | 0               | -                  | -                  | -                  | 29     | 2      |
| 2004                     | Šinnik                   | PL                       | 27         | 2          | CR              | 1               | 0               | CI                 | 1                  | 0                  | 29     | 2      |
| 2005                     | Spartak Mosca            | PL                       | 5          | 0          | CR              | 2               | 0               | -                  | -                  | -                  | 7      | 0      |
| 2006                     | Šinnik                   | PL                       | 13         | 0          | CR              | 2               | 0               | -                  | -                  | -                  | 29     | 2      |
| Totale Šinnik            | Totale Šinnik            | Totale Šinnik            | 64         | 4          |                 | 8               | 0               |                    | 1                  | 0                  | 73     | 4      |
| lug.-dic 2007            | Metalurgs Liepāja        | V                        | 8          | 1          | CL              | 0               | 0               | CU                 | 2                  | 0                  | 10     | 1      |
| gen.-lug. 2008           | Metalurgs Liepāja        | V                        | 8          | 0          | CL              | 2               | 0               | -                  | -                  | -                  | 10     | 0      |
| Totale Metalurgs Liepāja | Totale Metalurgs Liepāja | Totale Metalurgs Liepāja | 16         | 1          |                 | 2               | 0               |                    | 2                  | 0                  | 20     | 1      |
| 2008-2009                | İnter Baku               | PL                       | 19         | 6          | CA              | 2               | 0               | -                  | -                  | -                  | 21     | 6      |
| 2009-2010                | İnter Baku               | PL                       | 30         | 3          | CA              | 4               | 0               | UEL                | 2                  | 0                  | 36     | 3      |
| Totale Inter Baku        | Totale Inter Baku        | Totale Inter Baku        | 49         | 9          |                 | 6               | 0               |                    | 2                  | 0                  | 187+   | 22+    |
| 2010-2011                | Qarabağ                  | PL                       | 11         | 0          | CA              | 0               | 0               | UEL                | 4                  | 0                  | 15     | 0      |
| 2011-2012                | Simurq                   | PL                       | 18         | 1          | CA              | 1               | 0               | -                  | -                  | -                  | 19     | 1      |
| Totale carriera          | Totale carriera          | Totale carriera          | 277+       | 24+        |                 | 31+             | 9+              |                    | 24                 | 2                  | 332+   | 35+    |

### Cronologia presenze e reti in nazionale
| Cronologia completa delle presenze e delle reti in nazionale ― Lettonia | Cronologia completa delle presenze e delle reti in nazionale ― Lettonia | Cronologia completa delle presenze e delle reti in nazionale ― Lettonia | Cronologia completa delle presenze e delle reti in nazionale ― Lettonia | Cronologia completa delle presenze e delle reti in nazionale ― Lettonia | Cronologia completa delle presenze e delle reti in nazionale ― Lettonia | Cronologia completa delle presenze e delle reti in nazionale ― Lettonia | Cronologia completa delle presenze e delle reti in nazionale ― Lettonia |
| Data                                                                    | Città                                                                   | In casa                                                                 | Risultato                                                               | Ospiti                                                                  | Competizione                                                            | Reti                                                                    | Note                                                                    |
| ----------------------------------------------------------------------- | ----------------------------------------------------------------------- | ----------------------------------------------------------------------- | ----------------------------------------------------------------------- | ----------------------------------------------------------------------- | ----------------------------------------------------------------------- | ----------------------------------------------------------------------- | ----------------------------------------------------------------------- |
| 10-11-1998                                                              | Tunisi                                                                  | Tunisia                                                                 | 3 – 0                                                                   | Lettonia                                                                | Amichevole                                                              | -                                                                       | 46’                                                                     |
| 24-2-1999                                                               | Gerusalemme                                                             | Israele                                                                 | 3 – 0                                                                   | Lettonia                                                                | Amichevole                                                              | -                                                                       | 80’                                                                     |
| 28-4-1999                                                               | Riga                                                                    | Lettonia                                                                | 0 – 0                                                                   | Albania                                                                 | Qual. Euro 2000                                                         | -                                                                       |                                                                         |
| 5-6-1999                                                                | Riga                                                                    | Lettonia                                                                | 1 – 2                                                                   | Slovenia                                                                | Qual. Euro 2000                                                         | -                                                                       | 43’                                                                     |
| 9-6-1999                                                                | Atene                                                                   | Grecia                                                                  | 1 – 2                                                                   | Lettonia                                                                | Qual. Euro 2000                                                         | -                                                                       | 64’                                                                     |
| 26-6-1999                                                               | Curitiba                                                                | Brasile                                                                 | 3 – 0                                                                   | Lettonia                                                                | Amichevole                                                              | -                                                                       | 80’                                                                     |
| 4-9-1999                                                                | Tirana                                                                  | Albania                                                                 | 3 – 3                                                                   | Lettonia                                                                | Qual. Euro 2000                                                         | -                                                                       |                                                                         |
| 8-9-1999                                                                | Tbilisi                                                                 | Georgia                                                                 | 2 – 2                                                                   | Lettonia                                                                | Qual. Euro 2000                                                         | -                                                                       |                                                                         |
| 9-10-1999                                                               | Riga                                                                    | Lettonia                                                                | 1 – 2                                                                   | Norvegia                                                                | Qual. Euro 2000                                                         | -                                                                       |                                                                         |
| 2-2-2000                                                                | Paphos                                                                  | Lettonia                                                                | 0 – 2                                                                   | Romania                                                                 | Torneo internazionale di Cipro 2000                                     | -                                                                       | 70’                                                                     |
| 4-2-2000                                                                | Paphos                                                                  | Lettonia                                                                | 1 – 3                                                                   | Slovacchia                                                              | Torneo internazionale di Cipro 2000                                     | -                                                                       |                                                                         |
| 6-2-2000                                                                | Paphos                                                                  | Lituania                                                                | 2 – 1                                                                   | Lettonia                                                                | Torneo internazionale di Cipro 2000                                     | -                                                                       | 70’                                                                     |
| 26-4-2000                                                               | Kaunas                                                                  | Lituania                                                                | 2 – 1                                                                   | Lettonia                                                                | Amichevole                                                              | -                                                                       | 28’                                                                     |
| 3-6-2000                                                                | Riga                                                                    | Lettonia                                                                | 1 – 0                                                                   | Finlandia                                                               | Amichevole                                                              | -                                                                       |                                                                         |
| 16-8-2000                                                               | Riga                                                                    | Lettonia                                                                | 0 – 1                                                                   | Bielorussia                                                             | Amichevole                                                              | -                                                                       |                                                                         |
| 2-9-2000                                                                | Riga                                                                    | Lettonia                                                                | 0 – 1                                                                   | Scozia                                                                  | Qual. Mondiali 2002                                                     | -                                                                       |                                                                         |
| 7-10-2000                                                               | Riga                                                                    | Lettonia                                                                | 0 – 4                                                                   | Belgio                                                                  | Qual. Mondiali 2002                                                     | -                                                                       |                                                                         |
| 15-11-2000                                                              | Serravalle                                                              | San Marino                                                              | 0 – 1                                                                   | Lettonia                                                                | Qual. Mondiali 2002                                                     | -                                                                       | 66’                                                                     |
| 28-2-2001                                                               | Vaduz                                                                   | Liechtenstein                                                           | 0 – 2                                                                   | Lettonia                                                                | Amichevole                                                              | -                                                                       |                                                                         |
| 24-3-2001                                                               | Osijek                                                                  | Croazia                                                                 | 4 – 1                                                                   | Lettonia                                                                | Qual. Mondiali 2002                                                     | -                                                                       | 73’                                                                     |
| 25-4-2001                                                               | Riga                                                                    | Lettonia                                                                | 1 – 1                                                                   | San Marino                                                              | Qual. Mondiali 2002                                                     | -                                                                       |                                                                         |
| 2-6-2001                                                                | Bruxelles                                                               | Belgio                                                                  | 3 – 1                                                                   | Lettonia                                                                | Qual. Mondiali 2002                                                     | -                                                                       | cap.                                                                    |
| 6-6-2001                                                                | Riga                                                                    | Lettonia                                                                | 0 – 1                                                                   | Croazia                                                                 | Qual. Mondiali 2002                                                     | -                                                                       | 61’                                                                     |
| 3-7-2001                                                                | Riga                                                                    | Lettonia                                                                | 3 – 1                                                                   | Estonia                                                                 | Coppa del Baltico 2001                                                  | -                                                                       |                                                                         |
| 5-7-2001                                                                | Riga                                                                    | Lettonia                                                                | 4 – 1                                                                   | Lituania                                                                | Coppa del Baltico 2001                                                  | 1                                                                       | 85’                                                                     |
| 15-8-2001                                                               | Riga                                                                    | Lettonia                                                                | 0 – 1                                                                   | Ucraina                                                                 | Amichevole                                                              | -                                                                       | 71’                                                                     |
| 6-10-2001                                                               | Glasgow                                                                 | Scozia                                                                  | 2 – 1                                                                   | Lettonia                                                                | Qual. Mondiali 2002                                                     | 1                                                                       | 82’                                                                     |
| 14-11-2001                                                              | Riga                                                                    | Lettonia                                                                | 1 – 3                                                                   | Russia                                                                  | Amichevole                                                              | -                                                                       | 57’                                                                     |
| 27-3-2002                                                               | Hesperange                                                              | Lussemburgo                                                             | 0 – 3                                                                   | Lettonia                                                                | Amichevole                                                              | 1                                                                       | 65’                                                                     |
| 17-4-2002                                                               | Ventspils                                                               | Lettonia                                                                | 2 – 1                                                                   | Kazakistan                                                              | Amichevole                                                              | -                                                                       | 90’                                                                     |
| 22-5-2002                                                               | Helsinki                                                                | Finlandia                                                               | 2 – 1                                                                   | Lettonia                                                                | Amichevole                                                              | -                                                                       |                                                                         |
| 6-7-2002                                                                | Riga                                                                    | Lettonia                                                                | 2 – 0                                                                   | Azerbaigian                                                             | Amichevole                                                              | -                                                                       |                                                                         |
| 21-8-2002                                                               | Riga                                                                    | Lettonia                                                                | 2 – 4                                                                   | Bielorussia                                                             | Amichevole                                                              | -                                                                       |                                                                         |
| 7-9-2002                                                                | Riga                                                                    | Lettonia                                                                | 0 – 0                                                                   | Svezia                                                                  | Qual. Euro 2004                                                         | -                                                                       |                                                                         |
| 12-10-2002                                                              | Varsavia                                                                | Polonia                                                                 | 0 – 1                                                                   | Lettonia                                                                | Qual. Euro 2004                                                         | -                                                                       |                                                                         |
| 20-11-2002                                                              | Serravalle                                                              | San Marino                                                              | 0 – 1                                                                   | Lettonia                                                                | Qual. Euro 2004                                                         | -                                                                       |                                                                         |
| 12-2-2003                                                               | Adalia                                                                  | Lettonia                                                                | 2 – 1                                                                   | Lituania                                                                | Amichevole                                                              | 1                                                                       | 87’                                                                     |
| 2-4-2003                                                                | Kiev                                                                    | Ucraina                                                                 | 1 – 0                                                                   | Lettonia                                                                | Amichevole                                                              | -                                                                       |                                                                         |
| 30-4-2003                                                               | Riga                                                                    | Lettonia                                                                | 3 – 0                                                                   | San Marino                                                              | Qual. Euro 2004                                                         | -                                                                       |                                                                         |
| 7-6-2003                                                                | Budapest                                                                | Ungheria                                                                | 3 – 1                                                                   | Lettonia                                                                | Qual. Euro 2004                                                         | -                                                                       |                                                                         |
| 4-7-2003                                                                | Valga                                                                   | Lettonia                                                                | 2 – 1                                                                   | Lituania                                                                | Coppa del Baltico 2003                                                  | 1                                                                       | 9’                                                                      |
| 5-7-2003                                                                | Tallinn                                                                 | Estonia                                                                 | 0 – 0                                                                   | Lettonia                                                                | Coppa del Baltico 2003                                                  | -                                                                       | 36’                                                                     |
| 20-8-2003                                                               | Riga                                                                    | Lettonia                                                                | 0 – 3                                                                   | Uzbekistan                                                              | Amichevole                                                              | -                                                                       |                                                                         |
| 6-9-2003                                                                | Riga                                                                    | Lettonia                                                                | 0 – 2                                                                   | Polonia                                                                 | Qual. Euro 2004                                                         | -                                                                       | 65’ 82’                                                                 |
| 10-9-2003                                                               | Riga                                                                    | Lettonia                                                                | 3 – 1                                                                   | Ungheria                                                                | Qual. Euro 2004                                                         | -                                                                       |                                                                         |
| 11-10-2003                                                              | Solna                                                                   | Svezia                                                                  | 0 – 1                                                                   | Lettonia                                                                | Qual. Euro 2004                                                         | -                                                                       | 81’                                                                     |
| 15-11-2003                                                              | Riga                                                                    | Lettonia                                                                | 1 – 0                                                                   | Turchia                                                                 | Qual. Euro 2004                                                         | -                                                                       | 83’                                                                     |
| 19-11-2003                                                              | Istanbul                                                                | Turchia                                                                 | 2 – 2                                                                   | Lettonia                                                                | Qual. Euro 2004                                                         | -                                                                       |                                                                         |
| 20-12-2003                                                              | Pafo                                                                    | Kuwait                                                                  | 2 – 0                                                                   | Lettonia                                                                | Amichevole                                                              | -                                                                       |                                                                         |
| 18-2-2004                                                               | Larnaca                                                                 | Kazakistan                                                              | 1 – 3                                                                   | Lettonia                                                                | Torneo internazionale di Cipro 2004                                     | -                                                                       |                                                                         |
| 19-2-2004                                                               | Limassol                                                                | Ungheria                                                                | 2 – 2                                                                   | Lettonia                                                                | Torneo internazionale di Cipro 2004                                     | -                                                                       |                                                                         |
| 21-2-2004                                                               | Larnaca                                                                 | Lettonia                                                                | 1 – 4                                                                   | Bielorussia                                                             | Torneo internazionale di Cipro 2004                                     | -                                                                       | 24’                                                                     |
| 31-3-2004                                                               | Celje                                                                   | Slovenia                                                                | 0 – 1                                                                   | Lettonia                                                                | Amichevole                                                              | -                                                                       | 71’                                                                     |
| 28-4-2004                                                               | Riga                                                                    | Lettonia                                                                | 0 – 0                                                                   | Islanda                                                                 | Amichevole                                                              | -                                                                       |                                                                         |
| 6-6-2004                                                                | Riga                                                                    | Lettonia                                                                | 2 – 2                                                                   | Azerbaigian                                                             | Amichevole                                                              | -                                                                       |                                                                         |
| 15-6-2004                                                               | Aveiro                                                                  | Rep. Ceca                                                               | 2 – 1                                                                   | Lettonia                                                                | Euro 2004 - 1º turno                                                    | -                                                                       |                                                                         |
| 19-6-2004                                                               | Porto                                                                   | Germania                                                                | 0 – 0                                                                   | Lettonia                                                                | Euro 2004 - 1º turno                                                    | -                                                                       |                                                                         |
| 23-6-2004                                                               | Braga                                                                   | Lettonia                                                                | 0 – 3                                                                   | Paesi Bassi                                                             | Euro 2004 - 1º turno                                                    | -                                                                       |                                                                         |
| 18-8-2004                                                               | Riga                                                                    | Lettonia                                                                | 0 – 2                                                                   | Galles                                                                  | Amichevole                                                              | -                                                                       |                                                                         |
| 4-9-2004                                                                | Riga                                                                    | Lettonia                                                                | 0 – 2                                                                   | Portogallo                                                              | Qual. Mondiali 2006                                                     | -                                                                       |                                                                         |
| 8-9-2004                                                                | Lussemburgo                                                             | Lussemburgo                                                             | 3 – 4                                                                   | Lettonia                                                                | Qual. Mondiali 2006                                                     | -                                                                       |                                                                         |
| 13-10-2004                                                              | Riga                                                                    | Lettonia                                                                | 2 – 2                                                                   | Lituania                                                                | Qual. Mondiali 2006                                                     | -                                                                       | 46’                                                                     |
| 17-11-2004                                                              | Vaduz                                                                   | Liechtenstein                                                           | 1 – 3                                                                   | Lettonia                                                                | Qual. Mondiali 2006                                                     | -                                                                       | 90+2’                                                                   |
| 1-12-2004                                                               | Riffa                                                                   | Oman                                                                    | 3 – 2                                                                   | Lettonia                                                                | Coppa del Primo Ministro                                                | 1                                                                       |                                                                         |
| 3-12-2004                                                               | Riffa                                                                   | Bahrein                                                                 | 2 – 2 dts (4 - 2 dtr)                                                   | Lettonia                                                                | Coppa del Primo Ministro                                                | -                                                                       | Ammonizione                                                             |
| 8-2-2005                                                                | Strovolos                                                               | Finlandia                                                               | 2 – 1                                                                   | Lettonia                                                                | Torneo internazionale di Cipro 2005                                     | -                                                                       |                                                                         |
| 9-2-2005                                                                | Limassol                                                                | Austria                                                                 | 1 – 1                                                                   | Lettonia                                                                | Torneo internazionale di Cipro 2005                                     | -                                                                       | 46’                                                                     |
| 30-3-2005                                                               | Riga                                                                    | Lettonia                                                                | 4 – 0                                                                   | Lussemburgo                                                             | Qual. Mondiali 2006                                                     | -                                                                       | 39’                                                                     |
| 4-6-2005                                                                | San Pietroburgo                                                         | Russia                                                                  | 2 – 0                                                                   | Lettonia                                                                | Qual. Mondiali 2006                                                     | -                                                                       |                                                                         |
| 8-6-2005                                                                | Riga                                                                    | Lettonia                                                                | 1 – 0                                                                   | Liechtenstein                                                           | Qual. Mondiali 2006                                                     | -                                                                       |                                                                         |
| 17-8-2005                                                               | Riga                                                                    | Lettonia                                                                | 1 – 1                                                                   | Russia                                                                  | Qual. Mondiali 2006                                                     | -                                                                       |                                                                         |
| 3-9-2005                                                                | Tallinn                                                                 | Estonia                                                                 | 2 – 1                                                                   | Lettonia                                                                | Qual. Mondiali 2006                                                     | -                                                                       |                                                                         |
| 7-9-2005                                                                | Riga                                                                    | Lettonia                                                                | 1 – 1                                                                   | Slovacchia                                                              | Qual. Mondiali 2006                                                     | -                                                                       |                                                                         |
| 8-10-2005                                                               | Riga                                                                    | Lettonia                                                                | 2 – 2                                                                   | Giappone                                                                | Amichevole                                                              | 1                                                                       |                                                                         |
| 12-10-2005                                                              | Tallinn                                                                 | Portogallo                                                              | 3 – 0                                                                   | Lettonia                                                                | Qual. Mondiali 2006                                                     | -                                                                       |                                                                         |
| 12-11-2005                                                              | Vicebsk                                                                 | Bielorussia                                                             | 3 – 1                                                                   | Lettonia                                                                | Amichevole                                                              | -                                                                       |                                                                         |
| 24-12-2005                                                              | Phang Nga                                                               | Thailandia                                                              | 1 – 1                                                                   | Lettonia                                                                | King's Cup 2005                                                         | -                                                                       | 60’ 90’                                                                 |
| 26-12-2005                                                              | Phuket                                                                  | Corea del Nord                                                          | 1 – 1                                                                   | Lettonia                                                                | King's Cup 2005                                                         | -                                                                       | 90+2’                                                                   |
| 28-12-2005                                                              | Phuket                                                                  | Oman                                                                    | 1 – 2                                                                   | Lettonia                                                                | King's Cup 2005                                                         | -                                                                       | 89’                                                                     |
| 30-12-2005                                                              | Phuket                                                                  | Corea del Nord                                                          | 1 – 2                                                                   | Lettonia                                                                | King's Cup 2005                                                         | -                                                                       |                                                                         |
| 28-5-2006                                                               | East Hartford                                                           | Stati Uniti                                                             | 1 – 0                                                                   | Lettonia                                                                | Amichevole                                                              | -                                                                       | 83’                                                                     |
| 16-8-2006                                                               | Mosca                                                                   | Russia                                                                  | 1 – 0                                                                   | Lettonia                                                                | Amichevole                                                              | -                                                                       |                                                                         |
| 2-9-2006                                                                | Riga                                                                    | Lettonia                                                                | 0 – 1                                                                   | Svezia                                                                  | Qual. Euro 2008                                                         | -                                                                       |                                                                         |
| 6-9-2006                                                                | Hesperange                                                              | Lussemburgo                                                             | 0 – 0                                                                   | Lettonia                                                                | Amichevole                                                              | -                                                                       | 90+1’                                                                   |
| 2-6-2007                                                                | Riga                                                                    | Lettonia                                                                | 0 – 2                                                                   | Spagna                                                                  | Qual. Euro 2008                                                         | -                                                                       | 66’                                                                     |
| 6-6-2007                                                                | Riga                                                                    | Lettonia                                                                | 0 – 2                                                                   | Danimarca                                                               | Qual. Euro 2008                                                         | -                                                                       | 75’                                                                     |
| 22-8-2007                                                               | Riga                                                                    | Lettonia                                                                | 1 – 2                                                                   | Moldavia                                                                | Amichevole                                                              | -                                                                       | 59’                                                                     |
| 8-9-2007                                                                | Riga                                                                    | Lettonia                                                                | 1 – 0                                                                   | Irlanda del Nord                                                        | Qual. Euro 2008                                                         | -                                                                       |                                                                         |
| 12-9-2007                                                               | Oviedo                                                                  | Spagna                                                                  | 2 – 0                                                                   | Lettonia                                                                | Qual. Euro 2008                                                         | -                                                                       |                                                                         |
| 17-11-2007                                                              | Riga                                                                    | Lettonia                                                                | 4 – 1                                                                   | Liechtenstein                                                           | Qual. Euro 2008                                                         | -                                                                       |                                                                         |
| 21-11-2007                                                              | Solna                                                                   | Svezia                                                                  | 2 – 1                                                                   | Lettonia                                                                | Qual. Euro 2008                                                         | -                                                                       |                                                                         |
| 6-2-2008                                                                | Tbilisi                                                                 | Georgia                                                                 | 1 – 3                                                                   | Lettonia                                                                | Amichevole                                                              | -                                                                       | 46’                                                                     |
| 26-3-2008                                                               | Andorra la Vella                                                        | Andorra                                                                 | 0 – 3                                                                   | Lettonia                                                                | Amichevole                                                              | -                                                                       | 58’                                                                     |
| 6-9-2008                                                                | Tiraspol                                                                | Moldavia                                                                | 1 – 2                                                                   | Lettonia                                                                | Qual. Mondiali 2010                                                     | -                                                                       | 75’                                                                     |
| 10-9-2008                                                               | Tiraspol                                                                | Lettonia                                                                | 0 – 2                                                                   | Grecia                                                                  | Qual. Mondiali 2010                                                     | -                                                                       | 65’                                                                     |
| 11-10-2008                                                              | San Gallo                                                               | Svizzera                                                                | 2 – 1                                                                   | Lettonia                                                                | Qual. Mondiali 2010                                                     | -                                                                       | 60’                                                                     |
| 15-10-2008                                                              | Riga                                                                    | Lettonia                                                                | 1 – 1                                                                   | Israele                                                                 | Qual. Mondiali 2010                                                     | -                                                                       |                                                                         |
| 11-2-2009                                                               | Limassol                                                                | Armenia                                                                 | 0 – 0                                                                   | Lettonia                                                                | Amichevole                                                              | -                                                                       | 75’                                                                     |
| 28-3-2009                                                               | Lussemburgo                                                             | Lussemburgo                                                             | 0 – 4                                                                   | Lettonia                                                                | Qual. Mondiali 2010                                                     | -                                                                       | 77’                                                                     |
| 1-4-2009                                                                | Riga                                                                    | Lettonia                                                                | 2 – 0                                                                   | Lussemburgo                                                             | Qual. Mondiali 2010                                                     | -                                                                       | 69’                                                                     |
| 12-8-2009                                                               | Sofia                                                                   | Bulgaria                                                                | 1 – 0                                                                   | Lettonia                                                                | Amichevole                                                              | -                                                                       |                                                                         |
| 5-9-2009                                                                | Ramat Gan                                                               | Israele                                                                 | 0 – 1                                                                   | Lettonia                                                                | Qual. Mondiali 2010                                                     | -                                                                       | 81’                                                                     |
| 9-9-2009                                                                | Riga                                                                    | Lettonia                                                                | 2 – 2                                                                   | Svizzera                                                                | Qual. Mondiali 2010                                                     | -                                                                       |                                                                         |
| 10-10-2009                                                              | Amarousio                                                               | Grecia                                                                  | 5 – 2                                                                   | Lettonia                                                                | Qual. Mondiali 2010                                                     | -                                                                       | 78’                                                                     |
| 14-10-2009                                                              | Riga                                                                    | Lettonia                                                                | 3 – 2                                                                   | Moldavia                                                                | Qual. Mondiali 2010                                                     | 2                                                                       | 58’ 63’                                                                 |
| 14-11-2009                                                              | Tegucigalpa                                                             | Honduras                                                                | 2 – 1                                                                   | Lettonia                                                                | Amichevole                                                              | -                                                                       |                                                                         |
| 22-1-2010                                                               | Malaga                                                                  | Corea del Sud                                                           | 1 – 0                                                                   | Lettonia                                                                | Amichevole                                                              | -                                                                       | 81’                                                                     |
| 3-3-2010                                                                | Luanda                                                                  | Angola                                                                  | 1 – 1                                                                   | Lettonia                                                                | Amichevole                                                              | -                                                                       | 82’                                                                     |
| 11-8-2010                                                               | Liberec                                                                 | Rep. Ceca                                                               | 4 – 1                                                                   | Lettonia                                                                | Amichevole                                                              | -                                                                       | 46’                                                                     |
| 3-9-2010                                                                | Riga                                                                    | Lettonia                                                                | 0 – 3                                                                   | Croazia                                                                 | Qual. Euro 2012                                                         | -                                                                       | 46’                                                                     |
| 7-9-2010                                                                | Ta' Qali                                                                | Malta                                                                   | 0 – 2                                                                   | Lettonia                                                                | Qual. Euro 2012                                                         | -                                                                       |                                                                         |
| 8-10-2010                                                               | Il Pireo                                                                | Grecia                                                                  | 1 – 0                                                                   | Lettonia                                                                | Qual. Euro 2012                                                         | -                                                                       | 66’                                                                     |
| 12-10-2010                                                              | Riga                                                                    | Lettonia                                                                | 1 – 1                                                                   | Georgia                                                                 | Qual. Euro 2012                                                         | -                                                                       |                                                                         |
| 9-2-2011                                                                | Adalia                                                                  | Lettonia                                                                | 2 – 1                                                                   | Bolivia                                                                 | Amichevole                                                              | -                                                                       | 71’                                                                     |
| 26-3-2011                                                               | Tel Aviv                                                                | Israele                                                                 | 2 – 1                                                                   | Lettonia                                                                | Qual. Euro 2012                                                         | -                                                                       | 57’                                                                     |
| 7-10-2011                                                               | Riga                                                                    | Lettonia                                                                | 2 – 0                                                                   | Malta                                                                   | Qual. Euro 2012                                                         | -                                                                       | 90+1’                                                                   |
| 11-10-2011                                                              | Fiume                                                                   | Croazia                                                                 | 2 – 0                                                                   | Lettonia                                                                | Qual. Euro 2012                                                         | -                                                                       | 88’                                                                     |
| Totale                                                                  |                                                                         | Presenze (2º posto)                                                     | 117                                                                     |                                                                         | Reti                                                                    | 9                                                                       |                                                                         |

## Palmarès

### Club
- Campionato lettone: 2

Skonto: 1998, 1999
- Coppa di Lettonia: 2

Skonto: 1998, 2000
- Baltic League: 1

Metalurgs Liepāja: 2007
- Campionato azero: 1

Inter Baku: 2009-2010

### Nazionale
- Coppa del Baltico: 2

2001, 2003